# Besluit bouwwerken leefomgeving
Het Nederlandse Besluit bouwwerken leefomgeving (kortweg Bbl), officieel "Besluit van 3 juli 2018, houdende regels over bouwwerken in de fysieke leefomgeving (Besluit bouwwerken leefomgeving)" zoals gepubliceerd in het Staatsblad van het Koninkrijk der Nederlanden (2018, 291) is de vervanging van het Bouwbesluit per 1 januari 2024. Het Bouwbesluit van 2012 is in zijn geheel vervallen door het in werking treden van de nieuwe Omgevingswet (waarin allerlei activiteiten in de leefomgeving onder één wet geschaard zijn). Voor bestaande bouw uit de periode van voor 1 januari 2024 blijft het Bouwbesluit 2012 en al haar voorgangers wel de toets ter beoordeling of het betreffende bouwwerk voldoet aan vergunningsvereisten van het jaar van bouw van het bouwwerk.

## Indeling BBL ten opzichte van het Bouwbesluit 2012
Het BBL kent na invoering slechts een beperkt aantal wijzigingen als het gaat om de inhoud van het Bouwbesluit van 2012. De voornaamste wijziging is een verandering van structuur. Waar eerst in het Bouwbesluit per eisen de voorschriften werden gegeven per bouwstatus is nu de structuur van het BBL als volgt:
- Hoofdniveau hoofdstukken: status van het bouwwerk > bestaande bouw, nieuwbouw, verbouw. (Dit zijn de hoofdstukken 3, 4 en 5)
  - Onderverdelingsniveau afdelingen: eisen met voorschriften per afdeling.

Voor de rest vertoont het BBL veel overeenkomsten met het Bouwbesluit 2012
De volledige hoofdstukindeling van het BBL wordt:
hoofdstuk 1 Algemene bepalingen
hoofdstuk 2 Algemene bepalingen voor bouwwerken
hoofdstuk 3 Bestaande bouw
afdeling 3.1 Algemeen
afdeling 3.2 Veiligheid
afdeling 3.3 Gezondheid
afdeling 3.4 Duurzaamheid
afdeling 3.5 Bruikbaarheid
afdeling 3.6 Toegankelijkheid, bereikbaarheid vanaf de openbare weg
afdeling 3.7 Bouwwerkinstallaties
hoofdstuk 4 Nieuwbouw
afdeling 4.1 Algemeen
afdeling 4.2 Veiligheid
afdeling 4.3 Gezondheid
afdeling 4.4 Duurzaamheid
afdeling 4.5 Bruikbaarheid
afdeling 4.6 Toegankelijkheid
afdeling 4.7 Bouwwerkinstallaties
hoofdstuk 5 Verbouw en verplaatsing van een bouwwerk en wijziging van een gebruiksfunctie
afdeling 5.1 Algemeen
afdeling 5.2 Algemene regels bij het verbouwen of verplaatsen van een bouwwerk en bij gebruiksfunctiewijziging
afdeling 5.3 Verbouw
afdeling 5.4 Wijziging van een gebruiksfunctie
hoofdstuk 6 Gebruik van bouwwerken
hoofdstuk 7 Bouw- en sloopwerkzaamheden
hoofdstuk 8 Slotbepalingen
Het voordeel hiervan is dat het eenvoudiger wordt voor vooral bestaande bouw en verbouw om terug te vinden welke specifieke voorschriften bij eisen van toepassing zijn. De websites die nu het Bouwbesluit toegankelijk maken, maken gebruik van selectiemechanismen om een onderscheid tussen nieuwbouw, bestaande bouw en verbouw te selecteren. In de nieuwe situatie hoeft dat niet meer want de regels staan nu allemaal bij elkaar wat betreft nieuwbouw, bestaande bouw en verbouw. Het zoeken wordt een stuk eenvoudiger.
Een kleine verbetering ten opzichte van het Bouwbesluit 2012 is de vernieuwde omschrijving van het begrip rechtens verkregen niveau. Door de nieuwe omschrijving wordt het makkelijker om bestaande bouwwerken aan te pakken in het geval van transformatie en hergebruik eventueel met een nieuwe bestemming.